# Carex cuspidosa
Carex cuspidosa là một loài thực vật có hoa trong họ Cói. Loài này được Dunn mô tả khoa học đầu tiên năm 1908.